# Криза чверті життя
У популярній психології криза чверті життя — це криза, «пов'язана із занепокоєнням щодо напрямку та якості свого життя», яку найчастіше переживають у період від початку двадцятих років до середини тридцятих (хоча криза чверті життя може розпочатися вже у 18 років). Клінічний психолог Алекс Фоук визначає її як «період невпевненості, сумнівів і розчарувань, пов'язаних з кар'єрою, стосунками та фінансовим становищем».

## Аспекти
За словами Мередіт Ґолдштейн з The Boston Globe, криза чверті життя настає у двадцять років, зазвичай після виходу в «реальний світ» (тобто після закінчення коледжу та/або після переїзду з родинного дому). Німецький психолог Ерік Еріксон, який запропонував вісім криз, з якими людина стикається впродовж свого розвитку, припустив існування життєвої кризи, що настає в цьому віці. Конфлікт, який він пов'язував з молодою дорослістю, — це криза «близькість проти ізоляції». На думку Еріксона, після встановлення особистої ідентичності в підлітковому віці молоді люди прагнуть сформувати інтенсивні, зазвичай романтичні стосунки з іншими людьми.
Поширеними симптомами кризи чверті життя часто є відчуття «загубленості, страху, самотності або розгубленості» щодо того, які кроки робити в ранньому дорослому віці. Дослідження показали, що безробіття і вибір кар'єрного шляху є основною причиною стресу і тривоги у молодих людей. Ранні етапи самостійного життя, коли людина вперше живе самостійно і вчиться справлятися з проблемами без допомоги батьків, також можуть викликати почуття ізоляції та самотності. Переоцінка близьких особистих стосунків також може бути фактором, коли люди відчувають, що вони переросли свого партнера, або вважають, що інші можуть бути для них більш підходящими.
Останнім часом міленіалів іноді називають поколінням бумерангів або поколінням Пітера Пена через їхню схильність відкладати деякі обряди переходу у доросле життя на довший період, ніж у попередніх поколінь. Ці ярлики також вказували на тенденцію до того, що представники покоління повертаються додому після коледжу та/або живуть з батьками довше, ніж попередні покоління. Ці тенденції можна також частково пояснити змінами у зовнішніх соціальних факторах, а не характеристиками, притаманними міленіалам (наприклад, вища вартість життя та вищий рівень заборгованості за студентськими кредитами у США серед міленіалів порівняно з попередніми поколіннями може ускладнити досягнення молодими людьми традиційних маркерів незалежності, таких як одруження, купівля житла чи інвестування).